# Distrito de Dachau
El distrito de Dachau es uno de los 71 distritos en que está dividido administrativamente el estado alemán de Baviera.

## Historia
El distrito se estableció en 1952. Hubo leves cambios en el territorio en la reforma administrativa de 1972.

## Geografía
El distrito se extiende desde los suburbios del noroeste de Múnich hasta la llamada Dachauer Land. Tiene un paisaje montañoso, que actualmente está muy poblado.

## Escudo de armas
El escudo de armas incluye una línea en zigzag roja sobre fondo blanco, que era la figura heráldica de la familia de Wittelsbach durante los siglos XII y XIII. A pesar de que éste no se utilizaba desde el siglo XIV, es ahora parte del escudo de armas de Dachau para simbolizar que el distrito es una antigua parte del estado de Baviera. En la parte superior del escudo de armas se observa un diseño a cuadrados blancos y azules.

## Ciudades y municipios
| Ciudades  | Municipios | |
| --------- | --- | --- |
| 1. Dachau | 1. Altomünster 2. Bergkirchen 3. Erdweg 4. Haimhausen 5. Hebertshausen 6. Hilgertshausen-Tandern 7. Karlsfeld | 1. Markt Indersdorf 2. Odelzhausen 3. Petershausen 4. Pfaffenhofen a.d.Glonn 5. Röhrmoos 6. Schwabhausen 7. Sulzermoos 8. Vierkirchen |